# Diospage chrysobasis
Diospage chrysobasis là một loài bướm đêm thuộc phân họ Arctiinae, họ Erebidae.